# Krunski posjedi
Krunski posjedi (en: Crown dependency) su područja koja nisu dio Ujedinjenog Kraljevstva, već se radi o područjima za koje je Ujedinjeno Kraljevstvo odgovorno. Sastoje se od oblasti Jersey i Guernsey u kanalu La Manche te Otoka Man u Irskom moru. 
Sva tri krunska posjeda su članovi Britansko-Irskog vijeća. Od 2005. godine, svaki krunski posjed ima glavnog ministra (premijera).

## Odnos s krunom
U svakom krunskom posjedu britanskog monarha predstavlja guverner (Lieutenant Governor), taj naslov je ali više ceremonijalan. Godine 2005., odlučeno je da na Otoku Man umjesto guvernera (Lieutenant Governor) bude krunski izaslanik (Crown Commissioner).

## Odnos s Ujedinjenim Kraljevstvom
Ujedinjeno Kraljevstvo odgovorno je za vojnu obranu Krunskih posjeda te zastupanje u vanjskih poslovima, iako svaki otok ima samostalnu carinu i zakone o emigraciji.
Pojednostavljeno rečeno. Krunski posjedi su trodijelna "država" koju prema van zastupa druga država (Ujedinjeno Kraljevstvo) s time da obje "države" imaju istu osobu kao monarha.

## Odnos s Europskom unijom
Krunski posjedi nisu bili dio Europske unije u vrijeme kada je UK bilo dio EU-a. Odluka o odbijanju zajedničkog pristupanja odlučena je na referendumu kada je Ujedinjeno Kraljevstvo postala članicom. Za vrijeme britanskog članstva u EU-u, krunske su posjedi imali kompliciran odnos s unijom.

## Vanjske poveznice
- Službena stranica Jerseyja
- Službena stranica Guernseyja
- Službena stranica otoka Man